# Canton de Brebières
Le canton de Brebières est une circonscription électorale française du département du Pas-de-Calais.

## Histoire
Un nouveau découpage territorial du Pas-de-Calais entre en vigueur à l'occasion des premières élections départementales suivant le décret du 24 février 2014. Les conseillers départementaux sont, à compter de ces élections, élus au scrutin majoritaire binominal mixte. Les électeurs de chaque canton élisent au Conseil départemental, nouvelle appellation du Conseil général, deux membres de sexe différent, qui se présentent en binôme de candidats. Les conseillers départementaux sont élus pour 6 ans au scrutin binominal majoritaire à deux tours, l'accès au second tour nécessitant 12,5 % des inscrits au 1er tour. En outre la totalité des conseillers départementaux est renouvelée. Ce nouveau mode de scrutin nécessite un redécoupage des cantons dont le nombre est divisé par deux avec arrondi à l'unité impaire supérieure si ce nombre n'est pas entier impair, assorti de conditions de seuils minimaux. Dans le Pas-de-Calais, le nombre de cantons passe ainsi de 77 à 39.
Le canton de Brebières est formé de trente-trois communes issues des anciens cantons de Vimy (6 communes) et de Vitry-en-Artois (27 communes). Il est entièrement inclus dans l'arrondissement d'Arras. Le bureau centralisateur est situé à Brebières.

## Représentation
| Période élective | Période élective | Mandat | Mandat   | Identité                     | Nuance | Nuance | Qualité |
| ---------------- | ---------------- | ------ | -------- | ---------------------------- | ------ | ------ | --- |
| 2015             | 2021             | 2015   | 2021     | Bénédicte Messeanne-Grobelny |        | PS     | Chargée des ressources humaines, Arleux-en-Gohelle Dixième Vice-présidente du Conseil départemental : handicap, développement numérique, Economie Sociale et Solidaire |
| 2015             | 2021             | 2015   | 2021     | Pierre Georget               |        | PRG    | Retraité Président de la CC Osartis Marquion, maire de Vitry-en-Artois                                                                                                 |
| 2021             | 2028             | 2021   | en cours | Pierre Georget               |        | PRG    | Conseiller sortant |
| 2021             | 2028             | 2021   | en cours | Bénédicte Messeanne-Grobelny |        | PS     | Conseillère sortante 9ème Vice-Présidente du conseil départemental |

### Résultats détaillés

#### Élections de mars 2015
À l'issue du 1er tour des élections départementales de 2015, deux binômes sont en ballottage : Vincent Birmann et Agnes Caudron (FN, 39,11 %) et Pierre Georget et Bénédicte Messeanne-Grobelny (PS, 35,76 %). Le taux de participation est de 53,9 % (13 211 votants sur 24 512 inscrits) contre 51,81 % au niveau départemental et 50,17 % au niveau national.
Au second tour, Pierre Georget et Bénédicte Messeanne-Grobelny (PS) sont élus avec 55,97 % des suffrages exprimés et un taux de participation de 54,91 % (7 045 voix pour 13 459 votants et 24 512 inscrits).

#### Élections de juin 2021
Le premier tour des élections départementales de 2021 est marqué par un très faible taux de participation (33,26 % au niveau national). Dans le canton de Brebières, ce taux de participation est de 37,29 % (9 423 votants sur 25 267 inscrits) contre 35,19 % au niveau départemental. À l'issue de ce premier tour, deux binômes sont en ballottage : Pierre Georget et Bénédicte Messeanne-Grobelny (DVG, 66,17 %) et Agnès Caudron et Corentin Triplet (RN, 33,83 %).
Le second tour des élections est marqué une nouvelle fois par une abstention massive équivalente au premier tour. Les taux de participation sont de 34,36 % au niveau national, 34,96 % dans le département et 36,18 % dans le canton de Brebières. Pierre Georget et Bénédicte Messeanne-Grobelny (DVG) sont élus avec 67,68 % des suffrages exprimés (5 900 voix pour 9 147 votants et 25 283 inscrits),,.

## Composition
Le canton de Brebières comprend trente-trois communes entières.
| Nom                               | Code Insee | Intercommunalité    | Superficie (km2) | Population (dernière pop. légale) | Densité (hab./km2) | Modifier                                    |
| --------------------------------- | ---------- | ------------------- | ---------------- | --------------------------------- | ------------------ | ------------------------------------------- |
| Brebières (bureau centralisateur) | 62173      | CC Osartis Marquion | 10,80            | 5 210 (2022)                      | 482                | modifier les données · modifier les données |
| Arleux-en-Gohelle                 | 62039      | CC Osartis Marquion | 6,27             | 933 (2022)                        | 149                | modifier les données · modifier les données |
| Bellonne                          | 62106      | CC Osartis Marquion | 2,03             | 213 (2022)                        | 105                | modifier les données · modifier les données |
| Biache-Saint-Vaast                | 62128      | CC Osartis Marquion | 9,29             | 4 519 (2022)                      | 486                | modifier les données · modifier les données |
| Boiry-Notre-Dame                  | 62145      | CC Osartis Marquion | 6,11             | 443 (2022)                        | 73                 | modifier les données · modifier les données |
| Cagnicourt                        | 62192      | CC Osartis Marquion | 9,42             | 422 (2022)                        | 45                 | modifier les données · modifier les données |
| Corbehem                          | 62240      | CC Osartis Marquion | 2,60             | 2 268 (2022)                      | 872                | modifier les données · modifier les données |
| Dury                              | 62280      | CC Osartis Marquion | 5,31             | 306 (2022)                        | 58                 | modifier les données · modifier les données |
| Étaing                            | 62317      | CC Osartis Marquion | 5,10             | 465 (2022)                        | 91                 | modifier les données · modifier les données |
| Éterpigny                         | 62319      | CC Osartis Marquion | 3,49             | 254 (2022)                        | 73                 | modifier les données · modifier les données |
| Fresnes-lès-Montauban             | 62355      | CC Osartis Marquion | 4,95             | 604 (2022)                        | 122                | modifier les données · modifier les données |
| Fresnoy-en-Gohelle                | 62358      | CC Osartis Marquion | 2,98             | 234 (2022)                        | 79                 | modifier les données · modifier les données |
| Gouy-sous-Bellonne                | 62383      | CC Osartis Marquion | 5,47             | 1 394 (2022)                      | 255                | modifier les données · modifier les données |
| Hamblain-les-Prés                 | 62405      | CC Osartis Marquion | 4,87             | 458 (2022)                        | 94                 | modifier les données · modifier les données |
| Haucourt                          | 62414      | CC Osartis Marquion | 6,06             | 203 (2022)                        | 33                 | modifier les données · modifier les données |
| Hendecourt-lès-Cagnicourt         | 62424      | CC Osartis Marquion | 8,86             | 297 (2022)                        | 34                 | modifier les données · modifier les données |
| Izel-lès-Équerchin                | 62476      | CC Osartis Marquion | 9,91             | 1 049 (2022)                      | 106                | modifier les données · modifier les données |
| Neuvireuil                        | 62612      | CC Osartis Marquion | 4,34             | 575 (2022)                        | 132                | modifier les données · modifier les données |
| Noyelles-sous-Bellonne            | 62627      | CC Osartis Marquion | 4,21             | 848 (2022)                        | 201                | modifier les données · modifier les données |
| Oppy                              | 62639      | CC Osartis Marquion | 4,84             | 379 (2022)                        | 78                 | modifier les données · modifier les données |
| Pelves                            | 62650      | CC Osartis Marquion | 6,60             | 777 (2022)                        | 118                | modifier les données · modifier les données |
| Plouvain                          | 62660      | CC Osartis Marquion | 2,41             | 454 (2022)                        | 188                | modifier les données · modifier les données |
| Quiéry-la-Motte                   | 62680      | CC Osartis Marquion | 8,93             | 711 (2022)                        | 80                 | modifier les données · modifier les données |
| Récourt                           | 62697      | CC Osartis Marquion | 3,33             | 295 (2022)                        | 89                 | modifier les données · modifier les données |
| Rémy                              | 62703      | CC Osartis Marquion | 3,59             | 386 (2022)                        | 108                | modifier les données · modifier les données |
| Riencourt-lès-Cagnicourt          | 62709      | CC Osartis Marquion | 4,73             | 249 (2022)                        | 53                 | modifier les données · modifier les données |
| Rœux                              | 62718      | CU d'Arras          | 4,87             | 1 393 (2022)                      | 286                | modifier les données · modifier les données |
| Sailly-en-Ostrevent               | 62734      | CC Osartis Marquion | 7,43             | 667 (2022)                        | 90                 | modifier les données · modifier les données |
| Saudemont                         | 62782      | CC Osartis Marquion | 5,55             | 421 (2022)                        | 76                 | modifier les données · modifier les données |
| Tortequesne                       | 62825      | CC Osartis Marquion | 3,37             | 884 (2022)                        | 262                | modifier les données · modifier les données |
| Villers-lès-Cagnicourt            | 62858      | CC Osartis Marquion | 4,40             | 254 (2022)                        | 58                 | modifier les données · modifier les données |
| Vis-en-Artois                     | 62864      | CC Osartis Marquion | 6,42             | 639 (2022)                        | 100                | modifier les données · modifier les données |
| Vitry-en-Artois                   | 62865      | CC Osartis Marquion | 18,78            | 4 842 (2022)                      | 258                | modifier les données · modifier les données |
| Canton de Brebières               | 6215       |                     | 197,32           | 33 046 (2022)                     | 167                | modifier les données                        |

## Démographie
En 2022, le canton comptait 33 046 habitants, en évolution de +3,03 % par rapport à 2016 (Pas-de-Calais : −0,72 %, France hors Mayotte : +2,11 %).
| 2013   | 2018   | 2022   |
| ------ | ------ | ------ |
| 31 647 | 32 451 | 33 046 |